# Arrolla
Arrolla is een geslacht van rechtvleugeligen uit de familie Gryllacrididae. De wetenschappelijke naam van dit geslacht is voor het eerst geldig gepubliceerd in 1990 door Rentz.

## Soorten
Het geslacht Arrolla omvat de volgende soorten:
- Arrolla fuscifrons Ander, 1934
- Arrolla lawrencei Rentz, 1990
- Arrolla lewisi Rentz, 1990
- Arrolla longicauda Rentz, 1990
- Arrolla platystyla Rentz, 1990
- Arrolla rotamah Rentz, 1990
- Arrolla tibialis Rentz, 1990
- Arrolla turramurrae Rentz, 1990
- Arrolla weiri Rentz, 1990